# Chien-loup
Pour les articles homonymes, voir Chien (homonymie) et Loup (homonymie).
Cet article possède un paronyme, voir Entre chien et loup.
Parent  A  de l'hybridation 
  Canis lupus familiaris 
×

Parent  B  de l'hybridation 
  Canis lupus lupus 
Un chien-loup est le résultat du croisement de la forme domestique (le chien) de l'espèce Canis lupus et de sa forme sauvage (le loup gris commun). On appelle également chiens-loups les membres des lignées résultant de la reproduction de chiens-loups entre eux. Cette descendance, une fois stabilisée peut former une race de chien-loup domestique.

## Objectifs des croisements volontaires
Le chien domestique et le loup sont deux sous-espèces de l'espèce Canis lupus, il n'y a pas de barrière de l'espèce et l'interfécondité est naturelle. Lorsqu'il est réalisé intentionnellement, le but de ces croisements est d'augmenter la résistance des chiens et ses performances physiques. Les chiens actuels souffrent de nombreux problèmes (plus de 350 maladies génétiques ont été répertoriées), consécutifs à une trop forte sélection artificielle pour obtenir des races pures. Certaines de ces maladies pourraient être dues à cette sélection artificielle mais cela est loin d'être démontré pour la plupart d'entre elles,.

## Caractéristiques
Le cri du chien-loup est semblable au hurlement du loup. Il consiste en un long hurlement semblable à celui d'aucun autre chien ou loup[réf. nécessaire].
Seules deux races de chiens-loups domestiques, considérées comme génétiquement stables, sont actuellement reconnues par la Fédération cynologique internationale :
- le chien-loup tchécoslovaque issu d'un programme militaire réussi par l'armée de l'ancienne Tchécoslovaquie. Les croisements sont effectués strictement à partir de bergers allemands et de loups des Carpates. Créé dans les années 1950, il fut reconnu par la FCI en 1999, après la chute du rideau de fer ;
- le chien-loup de Saarloos créé par Lendeert Saarloos initialement à partir d'un berger allemand et d'une louve sibérienne. Les hybrides ainsi conçus ont été par la suite accouplés avec d'autres hybrides obtenus grâce à des chiens et des loups d'origine inconnue. Cette nouvelle race créée dans les années 1930, n'a été reconnue par la FCI qu'en 1981.

En Europe, il existe d'autres races, dont le Cane Lupo Italiano ou Chien-loup italien, qui ne sont pas reconnues par la FCI. Aux États-Unis et au Canada où la législation sur les hybrides est plus permissive qu'en France, de nombreux élevages de chiens-loups hybrides se développent, généralement désignés par le sigle A.W.D. (pour American Wolf-Dog). Des AWD sont produits notamment sous des dénominations telles que l'American Tundra Shepherd Dog, le Blue Bay Shepherd, le Spencer, le North American Indian Dog ou encore le Native American Indian Dog. 

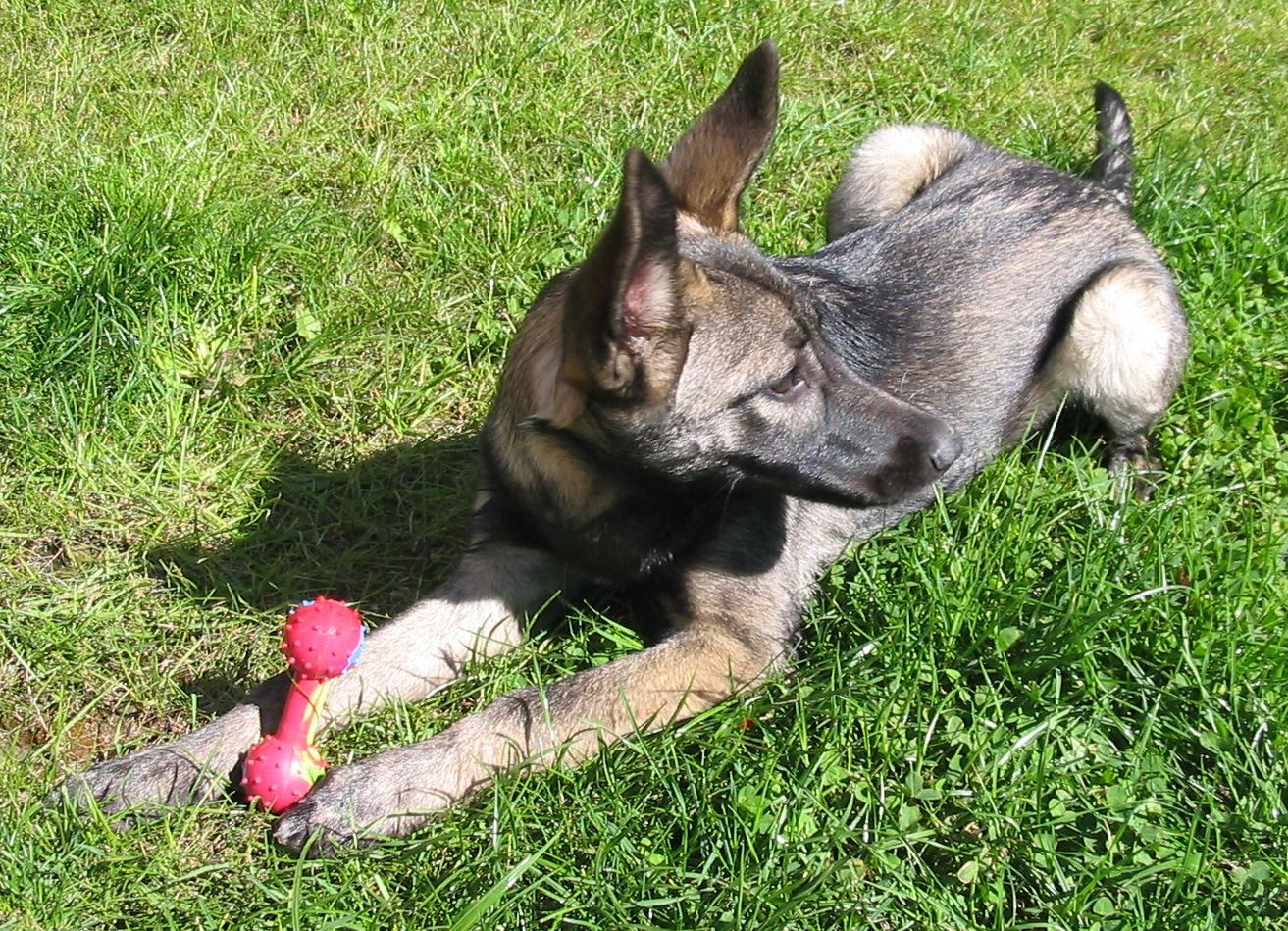
Jeune chien-loup italien (Cane Lupo Italiano)
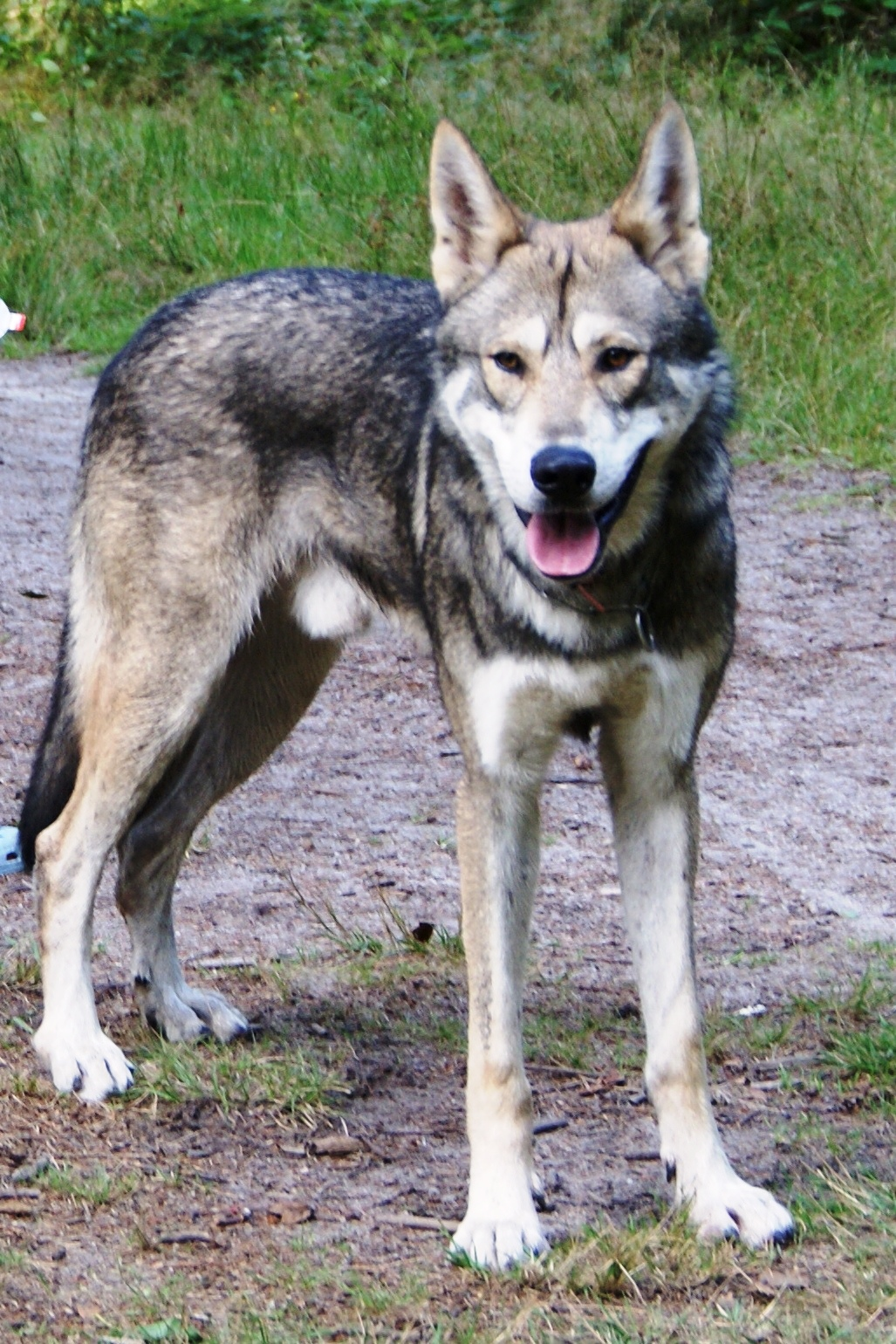
Chien-loup de Saarloos
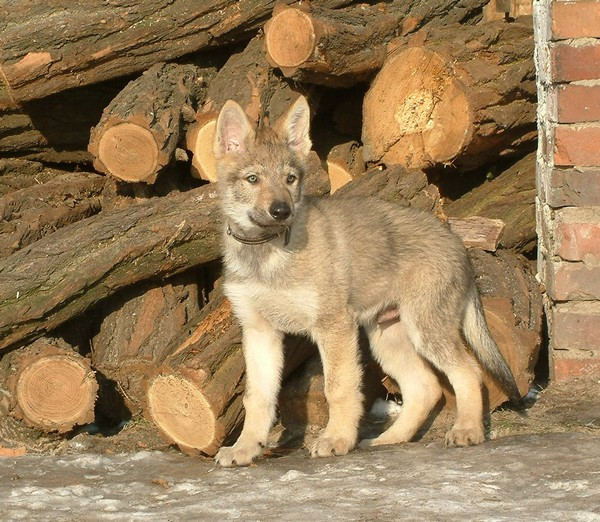
Jeune chien-loup tchécoslovaque

## Crocote
Un chien-loup issu du croisement d'un loup et d'une chienne est également désigné par le terme « crocote » ou « crocotte » (du latin crocuta, qui désigne l'hyène).
Les crocotes sont très prisées comme chiens de garde en Alaska où ils sont appelés « chiens-loups ».

## Législation
L'Arrêté du 19 mai 2000 soumettant à autorisation la détention de loups impose une autorisation préfectorale pour la détention de loups ou d’hybrides entre chiens et loups dont l'ascendance récente comporte un loup. 
La détention est en revanche libre pour les deux races de chiens domestiques reconnues par la FCI à savoir le chien-loup tchécoslovaque et le chien-loup de Saarloos.